# Cristoforo Prestinari
Cristoforo Prestinari (Claino, 1570 circa – Milano, 1623) è stato un artista italiano del periodo barocco che operò principalmente nel campo della scultura, fratello dell'artista Marco Antonio Prestinari.
Addestratosi nella bottega che il padre Michele teneva aperta in Val d'Intelvi, raggiunse in seguito Milano dove si fece apprezzare, tanto che la Fabbrica del Duomo gli assegnò importanti lavori.

## La sua opera presso i Sacri Monti
L'opera di Cristoforo Prestinari si concentra prevalentemente all'interno del circuito piemontese e lombardo dei Sacri Monti, dove si conservano numerose testimonianze a lui attribuite: ne sono un esempio le 26 statue che adornano la cappella III del Sacro Monte di Varese, o le statue raffiguranti l'arcangelo Gabriele e Maria presenti nella cappella dell'annunciazione, scolpite dall'autore su commissione del comune di Orta e donate nel 1610 al Monte.
Cristoforo Prestinari non fu scelto a caso dalla comunità ortese, notevole infatti da parte dell'artista era stato il contributo alla realizzazione dell'impianto statuario di numerose cappelle del Sacro Monte di Orta dal 1600 in avanti.
Gli impianti scenici lasciati presso il Sacro Monte di Orta da parte dell'autore si distinguono da quelli del suo successore alla fabbrica del Monte, Dionigi Bussola, perché a differenza delle opere di quest'ultimo, dinamiche e vibranti, quelle del Prestinari appaiono simmetriche ed ordinate.
Nella cappella XII si conserva ancora il "provino" fatto dall'artista che, giunto al Monte, realizzò un gruppo di statue da sottoporre al committente per dimostrare la sua bravura.